# Hydrocotyle humboldtii
Hydrocotyle humboldtii är en växtart i släktet Hydrocotyle och familjen araliaväxter. Den beskrevs av Achille Richard 1820.
Arten förekommer i Colombia, Ecuador och Peru. Den har använts som medicinalväxt.